# 정진구 (가평군의원)
정진구(鄭鎭九, 1955년 9월 14일 ~ 2019년 11월 6일)은 대한민국의 제5대 경기도 가평군의원이었고, 그리고 경기도 가평군 출신이다. 2019년 11월 6일 급성폐혈증으로 사망했다.

## 학력
- 한국방송통신대학교 법학과 학사 졸업
- 한림대학교 지방행정학과 전문학사 졸업

### 비학위 수료
- 연세대학교 경영대학원 경영학 석사 졸업
- 연세대학교 대학원 정치학 석사 졸업

## 경력
- 경기도 가평군 로타리클럽 회장
- 경기도 가평읍 체육진흥후원 회장
- 가평고등학교 운영위원
- 가평초등학교 총동문회 부회장
- 가평군 생활체육협의회 부회장
- 2006 ~ 2012 경기도 가평군 재향군인회 회장
- 2006.07 ~ 2010.06 제5대 경기도 가평군의회 의원
- 2006.07 ~ 2008.07 제5대 경기도 가평군의회 전반기 의장
- 2008.07 ~ 2010.06 제5대 경기도 가평군의회 후반기 예산결산특별위원회 위원
- 2008.07 ~ 2010.06 제5대 경기도 가평군의회 후반기 행정사무감사특별위원회 위원
- 2013 경기도 가평군수 후보

## 역대 선거 결과
|  | 24.27% |

|  | 30.35% |

|  | 29.17% |

|  | 17.80% |

|  | 26.26% |

|  | 40.62% |